# Bona (Nièvre)
Bona ist eine französische Gemeinde mit 297 Einwohnern (Stand: 1. Januar 2022) im  Département Nièvre in der Region Bourgogne-Franche-Comté. Die Gemeinde gehört zum Arrondissement Nevers und zum Kanton Guérigny (bis 2015: Kanton Saint-Saulge).

## Geographie
Bona liegt etwa 62 Kilometer südlich von Auxerre und etwa 22 Kilometer ostnordöstlich von Nevers. Umgeben wird Bona von den Nachbargemeinden Saint-Benin-des-Bois im Norden, Sainte-Marie im Norden und Nordosten, Jailly im Nordosten, Saxi-Bourdon im Osten, Billy-Chevannes im Süden und Südosten, Saint-Firmin im Südwesten sowie Saint-Sulpice im Westen.

## Bevölkerungsentwicklung
| Jahr                       | 1962 | 1968 | 1975 | 1982 | 1990 | 1999 | 2006 | 2013 |
| Einwohner                  | 399  | 369  | 302  | 291  | 336  | 325  | 330  | 304  |
| Quellen: Cassini und INSEE |      |      |      |      |      |      |      |      |

## Sehenswürdigkeiten
- Kirche aus dem 11. Jahrhundert, Umbauten aus dem 16. Jahrhundert, im 19. Jahrhundert wieder errichtet
- Alte Kirche von Huez aus dem 12. Jahrhundert
- Schloss Lichy aus dem 16. Jahrhundert

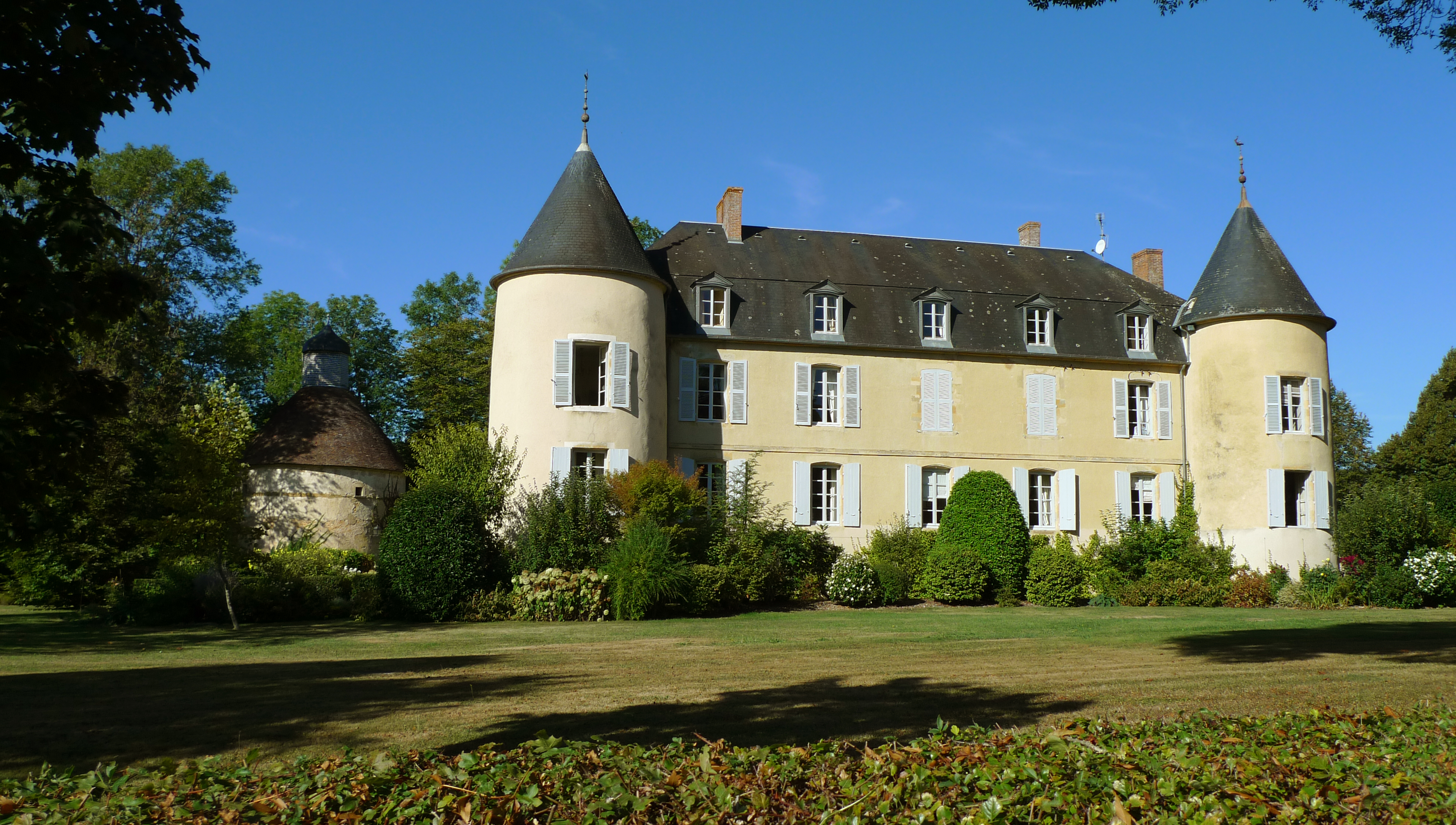
Schloss Lichy

- Schlösser Charry und Huez
- Mühle von Huez